# 伊本·穆格莱
伊本·穆格莱（波斯語：‎，886年—940年），波斯人，阿拉伯帝国阿拔斯王朝大臣，伊斯兰书法家。

## 生平
公元886年生于巴格达，传说他最先将圆角引入了曲线引入了原始棱角分明的库法体，发明了誊抄体。然而埃米尔之埃米尔Ibn Ra'iq砍断了他的右手，他仍能用左手写出美妙的字体。仕途波荡，曾被流放于波斯。公元940年卒于巴格达。